# Sněhurka (film, 2025)
Sněhurka od společnosti Disney (v anglickém originále Disney's Snow White), uváděna také jako Sněhurka (anglicky Snow White) je americký hudební fantasy film z roku 2025, který režíroval Marc Webb a produkovala společnost Marc Platt Productions pro Walt Disney Pictures. Jedná se o hranou reimaginaci filmu Walta Disneyho Sněhurka a sedm trpaslíků, který vznikl na motivy pohádky o Sněhurce bratří Grimmů z roku 1812. V titulní roli se představila Rachel Zegler. Jako houževnatá princezna unikne vraždě od své macechy, zlé královny (Gal Gadot), a uzavře spojenectví se sedmi kouzelnými postavami a loupeživým banditou Jonathanem (Andrew Burnap), aby získala zpět své království.
Plány na remake Sněhurky byly potvrzeny v říjnu 2016 a jako scenáristka byla oznámena Erin Cressida Wilson. Webb vstoupil do jednání o režii v květnu 2019 a v září byl oznámen jako režisér. Hlavní natáčení probíhalo ve Velké Británii od března do července 2022, dotáčky se uskutečnily v červnu 2024. Původně měl být film uveden do kin v březnu 2024, ale kvůli stávce SAG-AFTRA došlo k jeho odložení.
Před uvedením do kin vyvolal film značné kontroverze ohledně obsazení, změn v příběhu a nového pojetí sedmi trpaslíků. Další odpor vyvolala veřejná kritika hlavní herečky Zeglerové na adresu původního filmu a Donalda Trumpa, jakož i její a Gadotiny protichůdné názory na izraelsko-palestinský konflikt, což vedlo k výzvám k bojkotu.
Film měl premiéru na hradě Alcázar ve španělské Segovii 12. března 2025, do kin ve Spojených státech byl uveden 21. března 2025. Film získal smíšené hodnocení kritiků a celosvětově utržil 195 milionu dolarů. S produkčním rozpočtem 240–270 milionů dolarů se jedná o jeden z nejdražších filmů společnosti The Walt Disney Company a kasovní propadák.

## Děj
Za sněhové bouře se narodí princezna Sněhurka. Po smrti své laskavé matky se její otec král znovu ožení, ale brzy zmizí v boji. Nová královna, mocná a marnivá čarodějka, uchvátí trůn a ze Sněhurky udělá služku. Každý den se ptá kouzelného zrcadla, kdo je nejkrásnější. Když jednou zrcadlo odpoví, že Sněhurka, královna nařídí lovci, aby ji zabil. Ten ji ale varuje a Sněhurka uteče do lesa.
Tam ji lesní zvířata dovedou ke kouzelné chaloupce, kde žije sedm trpaslíků. Ti ji u sebe ukryjí. Mezitím Sněhurka pomůže Adrianovi, vůdci zbojníků, kterého královna zajme, když zjistí, že Sněhurka žije. Sama se promění v podvodnici a podstrčí Sněhurce otrávené jablko, čímž ji uvrhne do kletby věčného spánku.
Adrian se vrací, políbí Sněhurku a tím ji probudí. Společně s přáteli porazí královninu armádu. Sněhurka se postaví své maceše, ale odmítne ji zabít. Tím si získá srdce lidu. Když královna zničí kouzelné zrcadlo, sama se promění ve sklo a zmizí.
Sněhurka se stává novou královnou a přináší zemi mír a spravedlnost.

## Obsazení
| Rachel Zegler (v českém znění Klára Nováková (dialogy) a Nikola Ďuricová (zpěv)) | Sněhurka                   |
| Emilia Faucher                                                                   | malá Sněhurka              |
| Gal Gadot (českém znění Marie Křížová)                                           | zlá královna               |
| Andrew Burnap (v českém znění Jakub Novotný)                                     | Adrian (anglicky Jonathan) |
| Andrew Barth Feldman                                                             | Šmudla (hlas)              |
| Tituss Burgess                                                                   | Stydlín (hlas)             |
| Martin Klebba                                                                    | Rejpal (hlas)              |
| Jason Kravits                                                                    | Kejchal (hlas)             |
| George Salazar                                                                   | Štístko (hlas)             |
| Jeremy Swift                                                                     | Prófa (hlas)               |
| Andy Grotelueschen                                                               | Dřímal (hlas)              |
| Patrick Page                                                                     | kouzelné zrcadlo (hlas)    |
| Ansu Kabia                                                                       | lovec                      |